# Westhoven (Köln)
Der Stadtteil Westhoven liegt im Südosten der Stadt Köln im Stadtbezirk Porz.

## Lage
Westhoven grenzt im Norden an Humboldt/Gremberg, im Nordosten an Gremberghoven, im Osten an Ensen, im Süden an den Rhein und im Nordwesten mit der Bundesautobahn 4 an Poll. Südlich, auf der linken Rheinseite, befindet sich der Stadtteil Rodenkirchen.

## Geschichte
Erste Zeichen menschlichen Daseins fanden sich in der Jüngeren Steinzeit. Dabei handelt es sich zu einem um Reste der Rössener Kultur (etwa 3. Jahrtsd. v. Chr.). Es wurde ein Schälchen in einer Ziegeleigrube (ehemaliger Inh. Offermann, wahrschl. heutiger Ziegeleiweg) entdeckt, dass mit horizontalen Reihen breiter Einstichen verziert ist. Zum anderen vermengt mit Resten der Michelsberger Kultur, weil die Fundstelle Keramikstückchen enthielt.
Erste feste Siedlungsspuren der späten Latènezeit (190 v. Chr. bis um Christi Geburt) wurden an derselben Stelle 1938 untersucht. Dabei handelt es sich um drei Fundstellen auf einem Gebiet von 1100 m² in einer Tiefe von 0,4–0,7 m im Auelehm die Häusergrundrisse in Form von Pfostenlöchern, Steinpackungen und Scherben von dieser Zeitepoche aufwiesen. Römische Keramikteile deuten auf das Bestehen der Siedlung bis zum 2. Jahrhundert n. Chr. hin.
In Westhoven fanden sich weißgelbe Scherben einer Reliefbandurne aus karolingischer Zeit.
Westhoven wird zum ersten Mal 922 in einer gefälschten Urkunde für das Kloster der Heiligen Jungfrauen, das heutige St. Ursula, erwähnt. 1003 wurde die Abtei Deutz von Erzbischof Heribert von Köln mit dem Zehnten des Gutes Westhoven ausgestattet. 1041 erhält die Abtei durch Erzbischof Hermann II. den Hof zu Westhoven zugesprochen. Hier wird 1100 die Nikolaus-Kapelle erbaut.
Später im Mittelalter gehörte der Ort zum Amt Porz im Herzogtum Berg. Während des Hochwassers vom Februar 1784 wurde das Dorf vom Rhein überflutet. Aufgrund der kriegerischen Ereignisse in den französischen Revolutionskriegen wurde Westhoven bis auf die Nikolauskapelle niedergebrannt und die 180 Einwohner mussten fliehen. Mit der Errichtung des Großherzogtums Berg (1806) und der Neugliederung der Verwaltung nach französischem Vorbild (1808) kam Westhoven an das Département Rhein. Seit 1815 gehörte Westhoven zum Königreich Preußen, seit 1929 zum Amt Porz und seit 1932 zum Rheinisch-Bergischen Kreis.
Nach den Hochwassereignissen vom 16. Januar 1920 wurde ein Deichanlage für die bewohnten Teile und Ackerflächen geplant. Realisiert wurde bis Ende Juli 1926 nur der Schutz der bewohnten Fläche durch eine Hochwasserschutzmauer die vom südlichen Ende der Rheinaustraße bis zur St.Agatha-Straße reichte.
1936 wurde in Westhoven eine Pionierkaserne, die „Mudra-Kaserne“, errichtet. Diese wurde bei Luftangriffen 1944 zwar sehr stark beschädigt, diente aber bis 1949 als Notunterkunft für Ausgebombte und Flüchtlinge. 1951 bis zum Jahr 1965 übernahmen belgische Truppen die Kaserne, bis sie 1974 an die Bundeswehr übergeben wurde.
Zwischen 1973 und 1975 erbaute der Gerling-Konzern einen bis zu 16 Stockwerke hohen Wohnpark mit 573 Wohnungen. 1975 kam die Stadt Porz und mit ihr Westhoven aufgrund des Köln-Gesetzes zu Köln. Das belgische Militär verließ 1995 die Kaserne Adjt. Brasseur. Dieses Gelände wurde seit 2011 in eine Wasserschutzzone und ein Gewerbegebiet umgewandelt.

## Bevölkerungsstatistik
Struktur der Bevölkerung von Köln-Westhoven (2021):
- Durchschnittsalter der Bevölkerung: 46,0 Jahre (Kölner Durchschnitt: 42,3 Jahre)
- Ausländeranteil: 13,5 % (Kölner Durchschnitt: 19,3 %)
- Arbeitslosenquote: 6,3 % (Kölner Durchschnitt: 8,6 %)

## Baudenkmäler

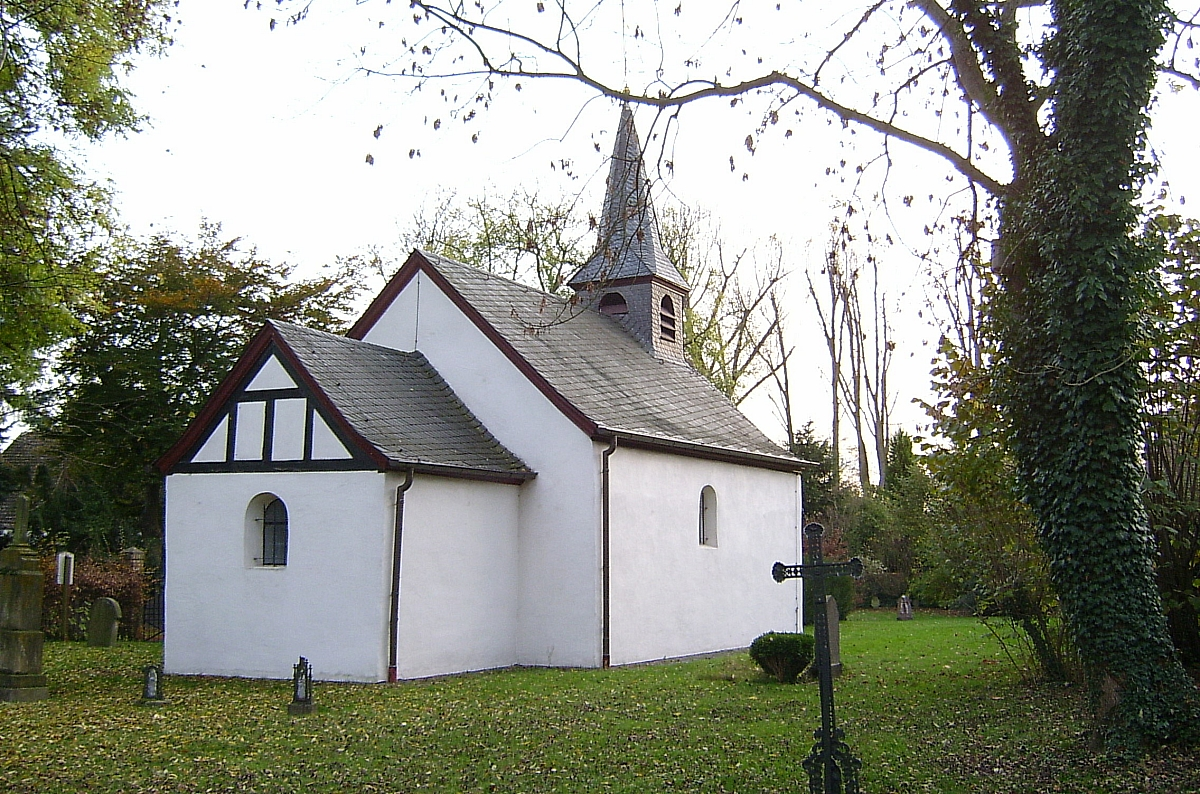
Nikolaus-Kapelle

Die 1100 erbaute Nikolaus-Kapelle – dem Schutzpatron der Schiffer, Nikolaus von Myra, geweiht – wurde 1128 von der Benediktinerabtei St. Heribert zu Deutz mit dem Begräbnisrecht versehen. Mit der Kapelle sollte den Bewohnern des Hofes Westhoven der weite Kirchgang nach Deutz erspart werden. Der kleine romanische Saalbau (von 1959 bis 1964 restauriert) liegt auf dem bis 1929 benutzten Friedhofsgelände, welches 1987 von der Bürgervereinigung Ensen-Westhoven restauriert wurde.

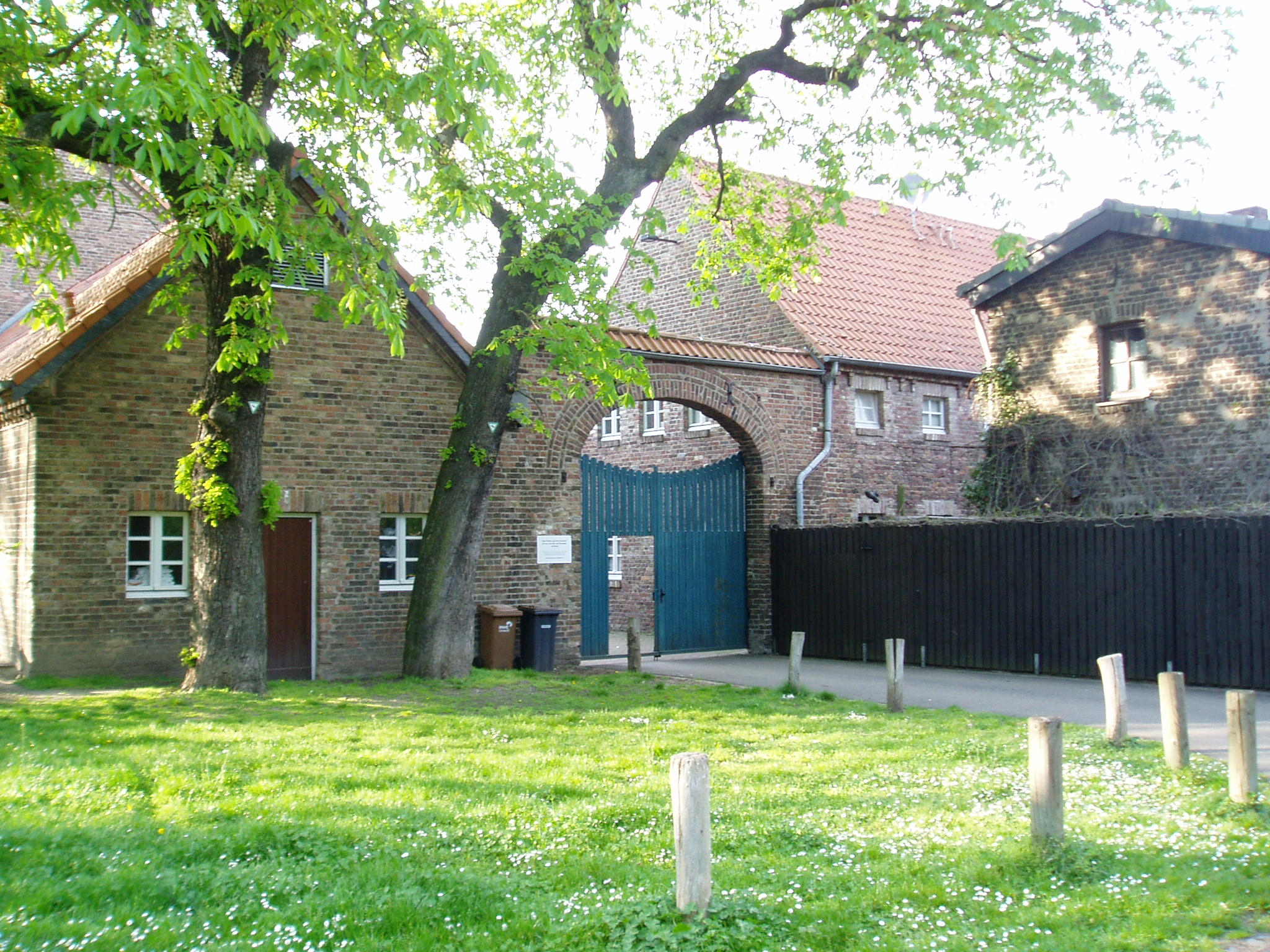
Engelshof

Das heutige Bürgerzentrum, der Gutshof Engelshof, wurde 1880 erbaut und ist seit 1920 im Besitz der Stadt Köln. Nach dem Ende der Bewirtschaftung 1971 fand ab 1976 eine erste Renovierung statt. Seit 1994 gibt es das Bürgerzentrum in der derzeitigen Form. Es finden regelmäßige Veranstaltungen und Konzerte statt.
In dem Gebiet der Westhovener Aue befindet sich das Zwischenwerk IXa. Das dazugehörige Fort IX liegt zwischen Gereon-Kaserne und Porzer-Ringstraße.

## Gewerbe
In der Zeit des Ersten Weltkrieges siedelten sich in Westhoven die Mannesmann-Mulag-Werke an, die dort Autos und den Poller Riesen, ein unvollendetes erstes deutsches Transozeanflugzeug konstruierten. 1927 wurden die Werkhallen von der kanadischen Firma Massey-Harris übernommen, um dort ab 1929 mit 600 Mitarbeitern Landmaschinen zumindest bis 1954 zu produzieren. Nach dem Zweiten Weltkrieg begannen im fast völlig zerstörten Werk wieder 150 Mitarbeiter mit der Produktion von Landmaschinen, Ersatzteilen und Präzisionsrollenketten, die sie in alle Welt lieferten. Insbesondere wurden erstmals in Deutschland selbstfahrende Mähdrescher mit Frontschneidewerk ausgeliefert. Stollwerck verlagerte gleichfalls zu dieser Zeit ihren Sitz aus der Kölner Südstadt in die Industriestraße nach Westhoven. Im Jahr 1984 beantragte das Unternehmen diese Straße in Stollwerckstraße umzubenennen. Erst nach mehreren ablehnenden Bescheiden und der Aufhebung des Stollwerckplatzes andernorts in Köln erfolgte die beantragte Umbenennung im Jahr 1993.
Bis Mitte 2013 befand sich in der André-Citroën-Straße der Verwaltungssitz für Citroën Deutschland sowie die Zentralwerkstatt. Das Firmengelände soll in ein Wohngebiet mit gefördertem Wohnraum, Pflege- und Sozialeinrichtungen, sowie studentischem Wohnen umgebaut werden.

## Einrichtungen
In der Westhovener Gereon-Kaserne ist seit 2013 das Bundesamt für das Personalmanagement der Bundeswehr, untergebracht.

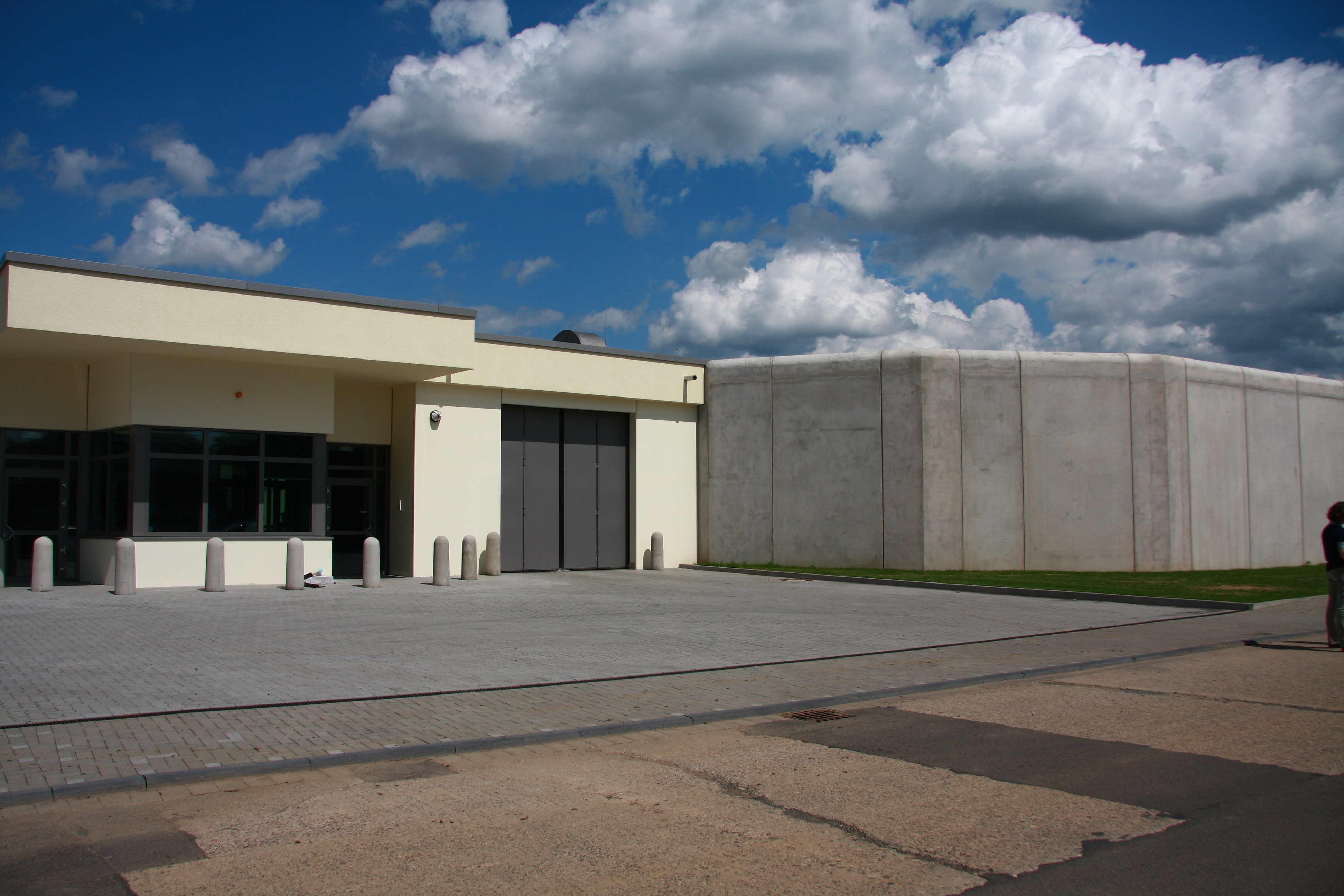
Der Eingang zum Neubau der Maßregelvollzugsklinik

 Auf dem Gelände der ehemaligen belgischen Passendale-Kaserne wurde zum Herbst 2009 für 150 Patienten eine nach neuesten therapeutischen und sicherheitstechnischen Standards erbaute Klinik für den Maßregelvollzug in Betrieb genommen. Dieser Klinikneubau hat im Vorfeld viel Unruhe in der Bevölkerung ausgelöst. In Köln wurden von der Bürgerinitiative Bürger-KaFOR Köln, Kritiker und Gegner der Forensischen Klinik Köln-P-Westhoven, über 35.000 Unterschriften gegen die Klinik an diesem Standort gesammelt. Als Folge wurden die Initiative sowie die Bürgervereinigung Ensen-Westhoven in den Planungsbeirat und danach in den Klinikbeirat berufen, wo beide sowohl kritisch als auch konstruktiv mitwirken. Die vorgeschlagene Verlegung in 2 km Entfernung bzw. in die Wahner Heide scheiterte. Die Forensische Klinik wird durch den Landschaftsverband Rheinland betrieben.
An der Porzer Ringstraße gelegen, fördert das 1903 bis 1904 im denkmalgeschützten Jugendstilbau errichtete Wasserwerk Westhoven Trinkwasser für die nähere Umgebung. Zunächst war das Versorgungsgebiet die Gemeinde Porz, heute sind es nördliche Stadtteile, da Porz durch die Wasserwerke Zündorf und Leidenhausen bedient wird. Das Rohwasser aus den Tiefbrunnen wird mit 10 % Uferfiltrat aus dem Rhein versetzt. Die Förderleistung steigerte sich von anfangs 600 m³/Stunde bis 1990 auf 3500 m³/Stunde. Heutige Betreiber ist RheinEnergie.

## Westhovener Aue

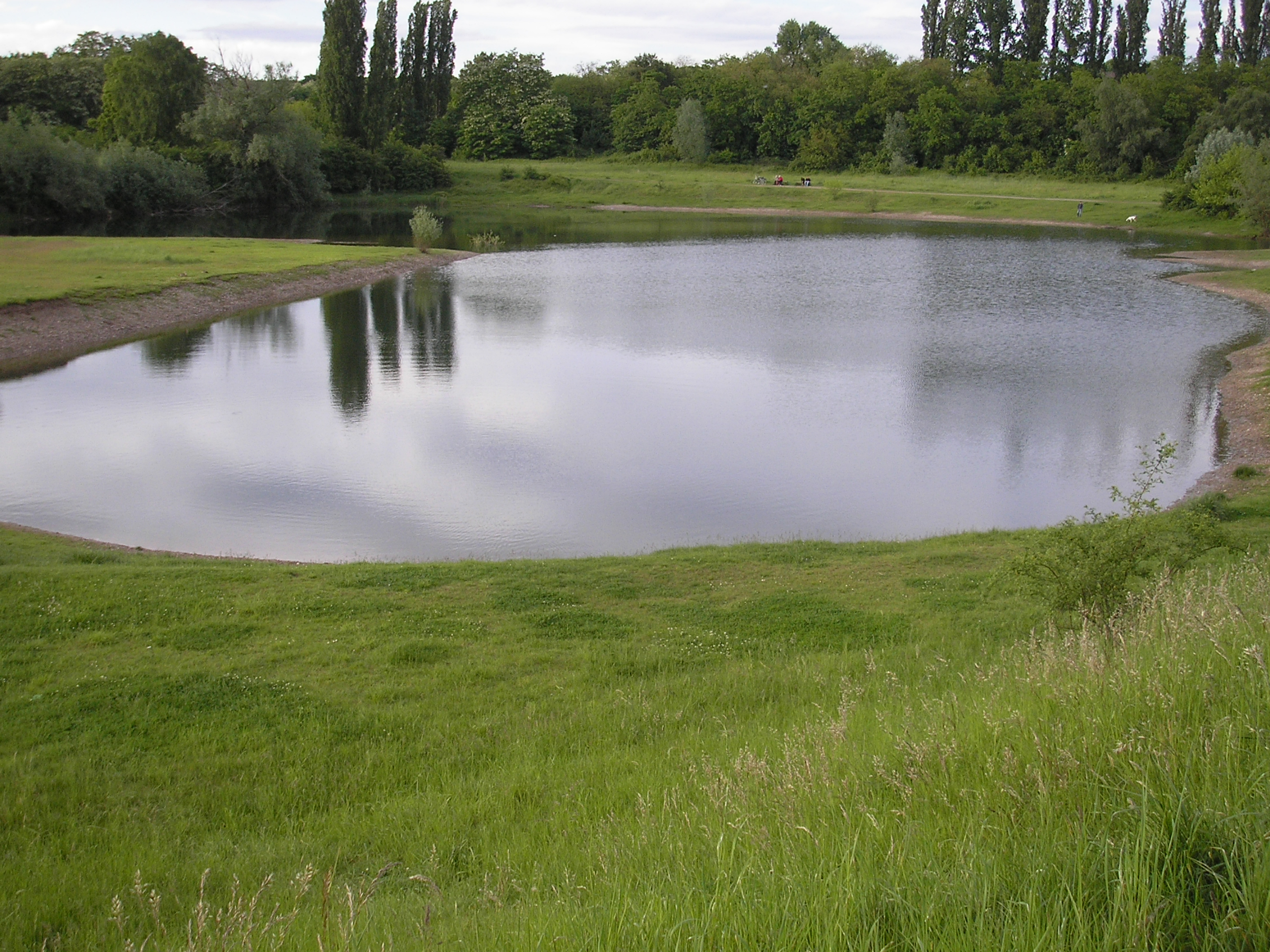
See in der Westhovener Aue

Das ca. 70 ha große Gebiet der Westhovener Aue wurde 2005 vom Rat der Stadt Köln als Überschwemmungsgebiet ausgewiesen. Dieses Freigelände der ehemaligen Brasseur-Kaserne wurde historisch und nach dem Zweiten Weltkrieg als Truppenübungsplatz genutzt. Wegen eventueller Kampfmittelreste ist das Betreten abseits der Wege verboten. 52.000 m³ umbauter Raum (Kasernengebäude) und rund 13.000 m² Verkehrsfläche sind abgerissen und entsiegelt worden. Die Stadt pflanzte über 2000 auentypische Gehölze an und ließ größere Wiesenflächen anlegen. In der Westhovener Aue wurden Kompensationsmaßnahmen für eine Vielzahl von baulichen Hochwasserschutzeingriffen ausgeführt, die nicht vor Ort ausgeglichen werden konnten. Seit einigen Jahren ist ein Teil des Gebiets öffentlich zugänglich.